# Santuario della Madonna della Divina Grazia
Il santuario della Madonna della Divina Grazia  è la parrocchiale di Todocco, frazione di Pezzolo Valle Uzzone nella provincia di Cuneo in Piemonte. Appartiene alla diocesi di Alba, e risale al XVII secolo.